# Calceolaria crenata
Calceolaria crenata är en toffelblomsväxtart som beskrevs av Jean-Baptiste de Lamarck. Calceolaria crenata ingår i släktet toffelblommor, och familjen toffelblomsväxter. Inga underarter finns listade i Catalogue of Life.